# Онежская волость
Онежская волость — административно-территориальная единица в составе Онежского уезда Архангельской губернии, существовавшая с 1924 по 1929 года. Центром волости был город Онега.

## История
Декретом ВЦИК от 9 июня 1924 в Онежском уезде образовано шесть укрупненных волостей: Кяндская, Онежская, Плесецкая, Поморская, Турчасовая и Чекуевская. Онежская волость объединила волости Вонгудо-Андозерскую, Ворзогорскую, Кокоринскую, Подпорожскую и село Покровское Тамицкой волости. В 1929 году волость была упразднена, территория была включена в состав Онежского района.

## Состав волости
Онежская волость включала в свой состав пять сельских обществ: Вонгудское, Ворзогорское, Кокоринское, Онежское и Подпорожское.